# Бзиюкская битва

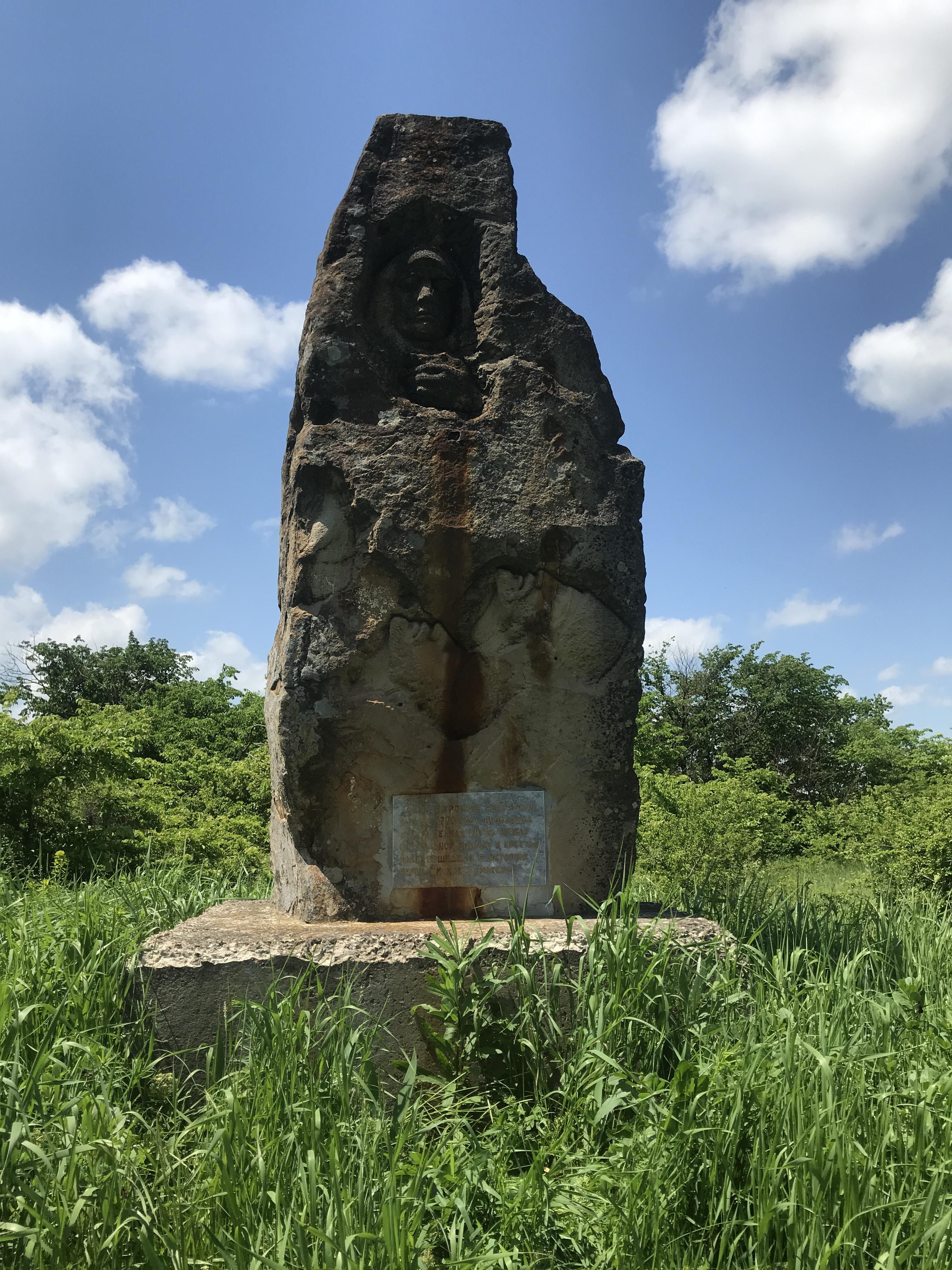
Бзиюкская битва. Скульптор Шекоян Антон Арамаисович.

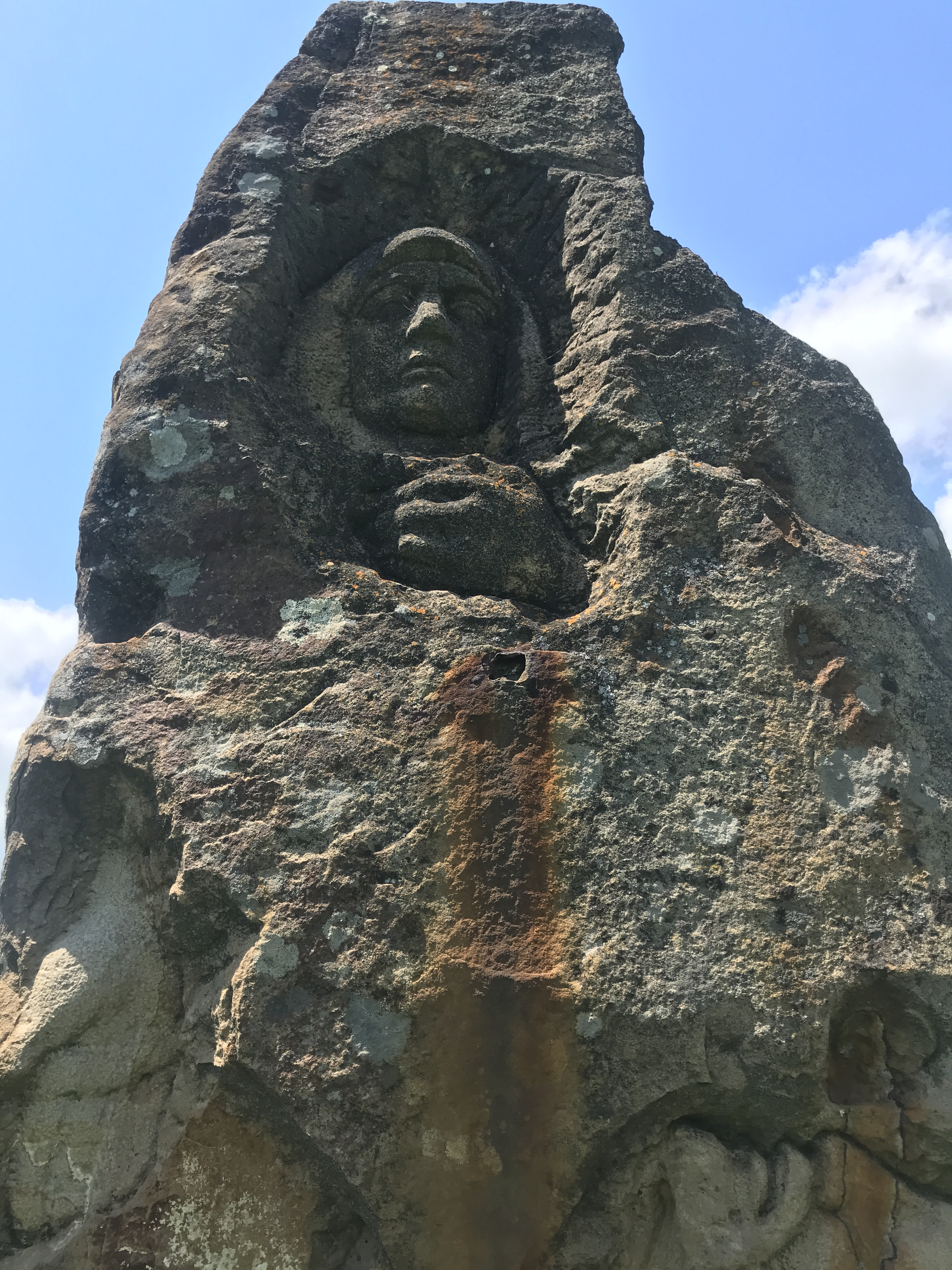

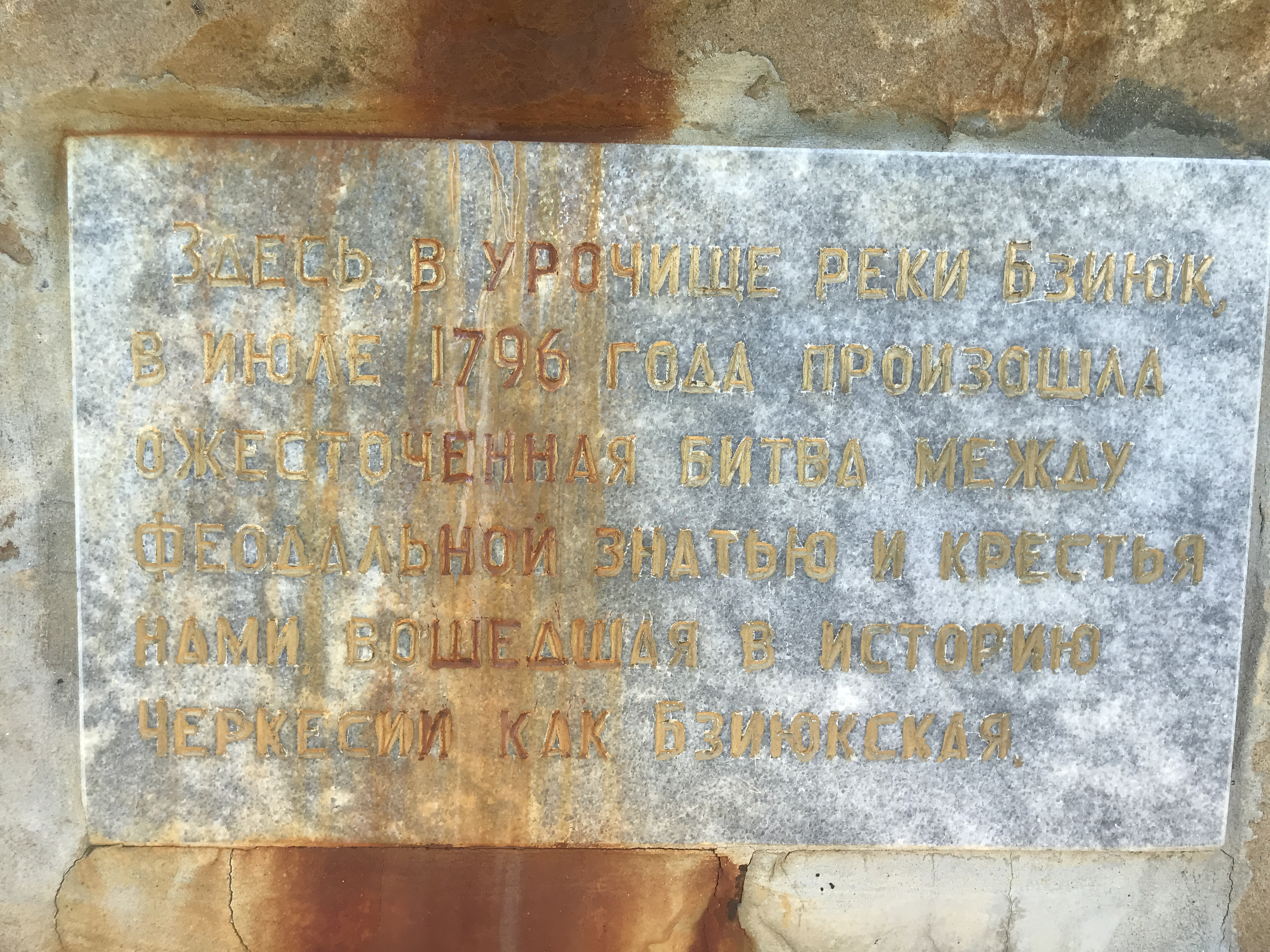

Бзиюкская битва (адыг. Бзыикъо зау; кабард.-черк. Бзыикъуэ зауэ) — сражение , явившееся итогом восстания шапсугских крестьян-общинников тфокотлей против установления над ними дворянами-уорками крепостного права.
Битва имела место 29 июня 1796 года в долине реки Бзиюк, в сухой балке, начинающейся выше современной станицы Новодмитриевской, на поляне Нэджыд (Негид).
Первоначально изгнанные шапсугскими крестьянами, князья Шеретлуковы нашли покровительство у бжедухских князей и дворян.
В начале битвы победа склонялась на сторону шапсугских крестьян. Но после того, как в ход битвы вмешался из засады отряд черноморских казаков с артиллерией, победа оказалась в руках князей.
Несмотря на то, что сражение крестьяне проиграли, моральная победа оказалась за ними, так как дворяне опозорили себя приглашением для участия на их стороне третьей силы, да ещё и «неверных». Планы установления крепостных порядков в Шапсугии были сорваны.
Кроме того, вмешательство черноморских казаков во внутренний конфликт горцев прервало мирные отношения на Кубани, привело к озлоблению горцев против казаков и началу набегов на их поселения.
Российский взгляд на события предшествовавшие этой битве, на ход битвы, на её трагические последствия подробно описал Василий Александрович Потто, в первом томе «От древнейших времён до Ермолова» своего пятитомника «Кавказская война».

## В культуре
Бзиюкская битва нашла многочисленное отражение в песнях, литературных произведениях и т. д.
В середине декабря 2011 года, в Национальном театре Республики Адыгея поставлена национальная Опера А.Нехая «Раскаты далекого грома» по мотивам романа Исхака Машбаша «Бзиюкская битва». Опера была написана 30 лет назад..